# Typage fort
Pour un article plus général, voir Typage.
 (juillet 2013).
Si vous disposez d'ouvrages ou d'articles de référence ou si vous connaissez des sites web de qualité traitant du thème abordé ici, merci de compléter l'article en donnant les références utiles à sa vérifiabilité et en les liant à la section « Notes et références ».
En informatique, un langage de programmation est dit fortement typé lorsqu'il garantit que les types de données employés décrivent correctement les données manipulées. Par opposition, un langage sans typage fort peut être faiblement typé, ou pas du tout typé (mais en pratique ce n'est jamais le cas). 
Depuis son invention, le terme de typage fort a été employé avec de nombreux sens contradictoires, ce qui lui a enlevé presque toute signification. La liste qui suit rassemble quelques affirmations possibles sur le typage fort, avec des exemples de langages fortement typés et respectant le critère.

## Conditions
Il est assez difficile de donner une définition précise du typage fort. Un langage est fortement typé si :
1. La compilation ou l'exécution peuvent détecter des erreurs de typage. Sinon, le langage est dit faiblement typé ;
2. Les conversions implicites de types sont formellement interdites. Si de telles conversions sont possibles, le langage est faiblement typé. Exemples répondant à ce critère : OCaml, Haskell, PureScript.

Avec cette dernière approche, on pourrait par exemple obtenir le classement suivant :
| Typage    | Fort                                                                | Faible                                                                         |
| --------- | ------------------------------------------------------------------- | ------------------------------------------------------------------------------ |
| Statique  | Ada, Java, Pascal, Rust ou même Visual Basic avec l'Option Explicit | Langage C : short add (int x, int y) { return x+y; } C++ : Personne p; p < 13; |
| Dynamique | Ruby, Python                                                        | JavaScript : "2" + 4 → "24"                                                    |

Dans l'exemple JavaScript, l'ambigüité provient de ce qu'un même symbole, +, est employé pour représenter aussi bien la concaténation que l'addition, selon le contexte.
Dans l'exemple C++, le compilateur va implicitement appeler le constructeur de Personne(int) et l'opérateur < pour faire une comparaison, ce qui permet ici par exemple de savoir si l'âge de la personne est inférieur à 13.
Ainsi, un expert en langages de programmation raconte :

« J'ai passé quelques semaines à essayer de clarifier les terminologies « fortement typé », « statiquement typé », « sûr », etc., et j'ai trouvé cela extraordinairement difficile… L'utilisation de ces termes est si diverse qu'elle les rend presque inutiles. »

— Benjamin C. Pierce (en)